# Богданов Юхим Олександрович
Юхим Олександрович Богда́нов (нар. близько 1860, Новгородська губернія — пом. після 1911) — український хормейстер, педагог вокалу, дослідник українського церковного співу.

## Біографія
Народився близько 1860 року в Новгородській губернії Російської імперії. Музичну освіту здобув у Придворній співацькій капелі у Санкт-Петербурзі. 
З 1880 року працював викладачем. Впродовж 1884–1897 років — учитель співів у Подільській духовній семінарії у місті Кам'янці-Подільському; одночасно очолював хори цієї семінарії та жіночого училтща, архієрейський хор, клас співу на педагогічних курсах. Досліджував український церковний спів. Займався збиранням і аранжуванням старовинних волинських та подільських хорових культових наспівів. Його учнем був Микола Леонтович (навчався у нього теорії та історії музики, гармонії, старовинного співацького мистецтва). 1897 року він перейняв керівництво семінарським хором. 
Помер після 1911 року.

## Праці
- «Сборник церковных напевов, издревле употребляемых в Подольской, а частью Волынской епархиях». Вильно, 1894 (рос.);
- «По поводу предполагаемого издания «Певца-лирника» (Южнорусского)» // Подольские епархиалные ведомости. 1894, 17 грудня (рос.);
- «Об устройстве певческих хоров при церквях Подольской епархии» // Подольские епархиалные ведомости. 1895, 30 вересня (рос.).